# Walburga Litschauer

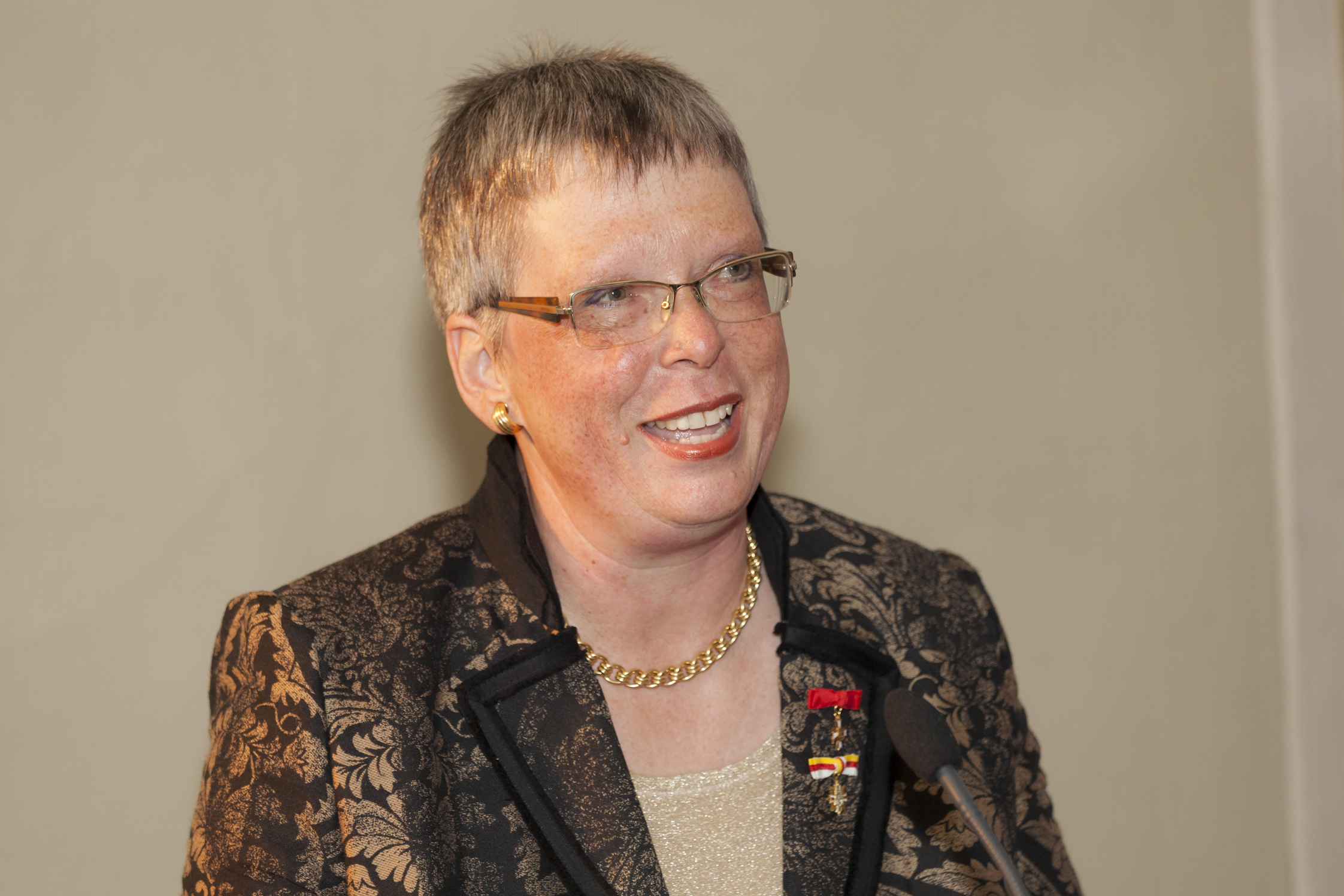
Walburga Litschauer, 2013

Walburga Litschauer (* 15. Oktober 1954 in Klagenfurt, Kärnten) ist eine österreichische Musikwissenschaftlerin und Schubert-Forscherin.

## Leben
Walburga Litschauer studierte Musik- und Theaterwissenschaften an der Universität Wien und absolvierte eine Klavierausbildung am Konservatorium der Stadt Wien. 1979 legte sie die Staatsprüfung in Klavier ab, 1980 erfolgte die Promotion und 2005 die Habilitation an der Universität Wien. 2015 wurde ihr der Berufstitel Professorin verliehen.
Litschauer war zunächst Mitarbeiterin der Anton-Bruckner-Gesamtausgabe. Seit 1980 leitet sie die Wiener Arbeitsstelle der Neuen Schubert-Ausgabe an der Österreichischen Akademie der Wissenschaften, seit 1990 ist sie Mitglied der Editionsleitung. 1990 bis 1995 oblag ihr die Schriftleitung der Musicologica austriaca.
Litschauer ist Vorstandsmitglied in in- und ausländischen wissenschaftlichen Gesellschaften, von 1998 bis 2012 war sie Präsidentin der Österreichischen Gesellschaft für Musik, ab 2004 war sie stellvertretende Vorsitzende des Festivals Carinthischer Sommer, von 2010 bis 2016 dessen Obfrau.

## Preise und Auszeichnungen
- Anerkennungspreis „Grand Prix Franz Schubert“ für außergewöhnliche Leistungen auf dem Gebiet der Schubert-Forschung, 1992
- Großes Ehrenzeichen des Landes Kärnten und Österreichisches Ehrenkreuz für Wissenschaft und Kunst, 2008
- Werner-Welzig-Preis der Österreichischen Akademie der Wissenschaften, 2013
- Ehrenmitglied der Internationalen Schubert-Gesellschaft, 2014
- Verleihung des Berufstitels Professor, 2015[1]

## Konferenzkonzeption und -organisation
- „Musik und Musikforschung in Kärnten“, Symposium, Ossiach (im Rahmen des „Carinthischen Sommers“), 29. Juni 1989.
- „Schubert und seine Freunde“, Internationale Schubert-Konferenz, Wien, 22.–26. Mai 1997 (gemeinsam mit Eva Badura-Skoda, Carmen Ottner und Gerold W. Gruber).
- Erste internationale Arbeitstagung zur Schubert-Rezeption, Wien, Österreichische Gesellschaft für Musik, 12.–17. Mai 2003 (gemeinsam mit Gernot Gruber und Michael Kube).
- „Brahms’ Schubert-Rezeption im Wiener Kontext“, Internationales Symposium in Kooperation mit dem Musikwissenschaftlichen Institut der Universität Kiel und der Gesellschaft der Musikfreunde in Wien, Musikverein, Wien, 12.–13. September 2013 (gemeinsam mit Otto Biba, Ingrid Fuchs, Gernot Gruber, Katharina Loose und Siegfried Oechsle).
- „Repräsentation und Inszenierung. Carinthische Wassermusik – einst und jetzt“, Symposium, Kärntner Landesarchiv Klagenfurt, Festsaal, 9. Juni 2016 (veranstaltet vom Carinthischen Sommer).

## Publikationen

### Selbständige Schriften
- Studien zum italienischen Lied in Wien zur Zeit der Klassik (1750–1820). Diss. phil. Wien 1980 (mschr.).
- Schubert und das Tanzvergnügen. Wien 1997 (gemeinsam mit Walter Deutsch).
- Schuberts späte Werke für Klavier zu vier Händen. Wien 2013 (CD mit wissenschaftlichem Booklet).

### Editionen

#### Notenausgaben

##### Anton Bruckner-Gesamtausgabe
- Werke für Klavier zu zwei Händen (Band XII/2), Wien 1988. Zweite, verbesserte Auflage (mit Revisionsbericht), Wien 2000.
- Werke für Klavier zu vier Händen (Band XII/3), Wien 1994.
- Abendklänge für Violine und Klavier (Band XII/7), Wien 1995.

##### Denkmäler der Tonkunst in Österreich
- „In questa tomba oscura“, Giuseppe Carpanis Dichtung in 68 Vertonungen. (Band 140/141), Wien 1986.

##### Neue Mozart-Ausgabe
- Kritischer Bericht zu Serie I: Geistliche Gesangswerke, Werkgruppe 1, Abteilung 2: Requiem. Kassel 2007 [gemeinsam mit Dietrich Berke und Christoph Wolff].

##### Neue Schubert-Ausgabe
- Ouvertüren für Klavier zu vier Händen (Serie VII/1, Band 5), Kassel 1984.
- Kritischer Bericht zu dem Band „Ouvertüren für Klavier zu vier Händen“ (Serie VII/1, Band 5), Tübingen 1989.
- Tänze I (Serie VII/2, Band 6), Kassel 1989.
- Tänze II (Serie VII/2, Band 7a), Kassel 1990.
- Melodienregister zu Schuberts Tänzen (Serie VII/2, Band 7b), Kassel 1992 [gemeinsam mit Walter Deutsch].
- Klaviersonaten III (Serie VII/2, Band 3), Kassel 1996.
- Klaviersonaten I (Serie VII/2, Band 1), Kassel 2000.
- Kritischer Bericht zu der Oper „Des Teufels Lustschloß“ (Serie II/1), Tübingen 2003 [gemeinsam mit Christine Martin und Uta Hertin-Loeser].
- Klaviersonaten II (Serie VII/2, Band 2), Kassel 2003.
- Kritischer Bericht zu Klaviersonaten III (Serie VII/2, Band 3), Tübingen 2004.
- Kritischer Bericht zu Klaviersonaten II (Serie VII/2, Band 2), Tübingen 2004.
- Kritischer Bericht zu Klaviersonaten I (Serie VII/2, Band 1), Tübingen 2005.
- Kritischer Bericht zu Tänze II (Serie VII/2, Band 7a), Tübingen 2007.
- Werke für Klavier zu vier Händen I (Serie VII/1, Band 1), Kassel 2007.
- Werke für Klavier zu vier Händen III (Serie VII/1, Band 3), Kassel 2011 [gemeinsam mit Werner Aderhold].
- Kritischer Bericht zu Werke für Klavier zu vier Händen I (Serie VII/1, Band 1), Tübingen 2012.
- Kritischer Bericht zu Werke für Klavier zu vier Händen III (Serie VII/1, Band 3), Tübingen 2012 [gemeinsam mit Werner Aderhold].
- Kritischer Bericht zu Werke für Klavier zu vier Händen: Tänze I (Serie VII/2, Band 6), Tübingen 2014.

#### Urtextausgaben
- Schubert. Sonate in B (D 960), Kassel 2013.
- Schubert. Werke für Klavier zu vier Händen III, Kassel 2013 [gemeinsam mit Werner Aderhold].
- Schubert. Sonate in A (D 959), Kassel 2014.
- Schubert. Sonate in c (D 958), Kassel 2015.
- Schubert. Sonate in G (D 894), Kassel 2018.

#### Texteditionen
- Neue Dokumente zum Schubert-Kreis. Aus Briefen und Tagebüchern seiner Freunde. Band 1: Ferdinand von Mayerhofer. Wien 1986.
- Neue Dokumente zum Schubert-Kreis. Aus Briefen und Tagebüchern seiner Freunde. Band 2: Dokumente zum Leben der Anna von Revertera. Wien 1993.

### Herausgeberschaft, redaktionelle Tätigkeit
- Franz Schubert. Jahre der Krise 1818–1823. Bericht über das Symposium Kassel, 30. September bis 1. Oktober 1982. Arnold Feil zum 60. Geburtstag. Kassel etc. 1985 [gemeinsam mit Werner Aderhold und Walther Dürr].
- Leopold Nowak: Über Anton Bruckner. Gesammelte Aufsätze. Wien 1985.
- Musicologica austriaca. 10–13 (1991–1995).
- Walther Dürr: Zeichen-Setzung. Aufsätze zur musikalischen Poetik. Kassel 1992 [gemeinsam mit Werner Aderhold].
- Schubert und seine Freunde. Konferenzbericht der Internationalen Schubert-Konferenz Wien 1997, Wien 1999 [gemeinsam mit Eva Badura-Skoda, Gerold W. Gruber und Carmen Ottner].
- Schubert-Jahrbuch 1997 (= Bericht über den Internationalen Schubert-Kongreß Duisburg 1997, Teil I: Lieder und Gesänge, geistliche Werke). Duisburg 1999 [gemeinsam mit Dietrich Berke, Walther Dürr und Christiane Schumann].
- Schubert-Jahrbuch 1998 (= Bericht über den Internationalen Schubert-Kongreß Duisburg 1997, Teil II: Bühnen- und Orchesterwerke, Kammer- und Klaviermusik). Duisburg 2000 [gemeinsam mit Dietrich Berke, Walther Dürr und Christiane Schumann].
- Schubert-Jahrbuch 1999 (= Bericht über den Internationalen Schubert-Kongreß Duisburg 1997, Teil III: Ästhetik, Rezeption und Methodenfragen). Duisburg 2001 [gemeinsam mit Dietrich Berke, Walther Dürr und Christiane Schumann].
- Schubert und das Biedermeier. Beiträge zur Musik des frühen 19. Jahrhunderts. Festschrift für Walther Dürr zum 70. Geburtstag. Kassel 2002 [gemeinsam mit Michael Kube und Werner Aderhold].
- Schubert und die Nachwelt. I. Internationale Arbeitstagung zur Schubert-Rezeption Wien 2003. Kongressbericht. München 2007 [gemeinsam mit Michael Kube und Gernot Gruber].

Litschauer verfasste zudem über 50 Aufsätze zu musikwissenschaftlichen Fragen sowie Lexikonartikel.